# Schoolcraft County

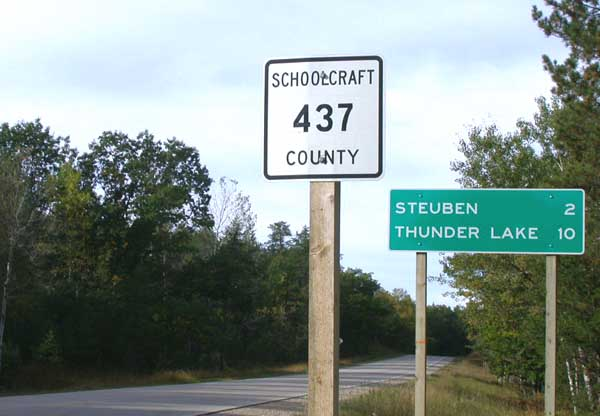
Schoolcraft County

Schoolcraft County is een county in de Amerikaanse staat Michigan.
De county heeft een landoppervlakte van 3.051 km² en telt 8.903 inwoners (volkstelling 2000). De hoofdplaats is Manistique.